# Пилум
Пилум је копље које се користило у римској војсци. Било је дугачко око 2 метра, а састојало се од гвозденог дела које је дугачко око 50 cm, пречника 7 mm са пирамидалним врхом. Остали део копља је био од дрвета.

## Изглед
Укупна тежина пилума је између 2 и 5 килограма, при чему су варијанте из времена римског царства биле нешто лакше од оних које су израђиване у доба републике.
Гвоздени део је био кључан за основну функцију пилума. Оружје је имало чврст пирамидални врх али сам метални део није био каљен. Мекоћа металног дела би довела до кривљења након удара, чиме би оружје било бескорисно за непријатеља. Било је доста случајева у којима је каљен метални део. У борби, ако пилум удари штит непријатеља може да пробије и заглави се у штит и то заједно са савијеном дршком би довело да штит постане немогућ за борбу чиме би противник био приморан да га одбаци. Чак и уколико метална дршка није савијена, пирамидални врх би и даље отежавао извлачење из тела, оклопа или штита.
Пилуми су подељени у два модела: тешки и лаки. Неки цртежи показују да су неке варијанте пилума биле отежаване оловном куглом како би се увећела моћ пенетрације али до сада ни један такав пилум није пронађен. Последњи експерименти показују да пилуми могу да се добаце до 30 метара, при чему би убојити део био 15 до 20 метара.
Ангон је било слично оружје које се користило у позном Риму и у периоду након постојања Римског царства.

## Галерија
- Реконструкција пилума
- Римски новчић са војником који носи пилум